# Dusona subtilis
Dusona subtilis är en stekelart som först beskrevs av Henry Lorenz Viereck 1926.  Dusona subtilis ingår i släktet Dusona och familjen brokparasitsteklar. Inga underarter finns listade i Catalogue of Life.